# جون بي. واتكينز
جون بي. واتكينز هو سياسي أمريكي، ولد في 14 يونيو 1855 في مقاطعة باوهاتن في الولايات المتحدة، وتوفي في 30 نوفمبر 1931 في ريتشموند في الولايات المتحدة. نشط حزبياً في الحزب الديمقراطي. وقد انتخب عضو مجلس ولاية فرجينيا ‏.